# Hiroyuki Kinoshita
Hiroyuki Kinoshita (木下 浩之 Kinoshita Hiroyuki?,  nacido el 23 de octubre de 1958) es un seiyu y actor japonés, originario de la prefectura de Saitama.

## Filmografía
| Películas          | Películas                               | Películas                       | Películas |
| Año                | Título                                  | Papel                           |           |
| ------------------ | --------------------------------------- | ------------------------------- | --------- |
| 2001               | Sennen no Koi — Hikaru Genji monogatari |                                 |           |
| TV Dramas          |                                         |                                 |           |
| Año                | Título                                  | Papel                           |           |
| 1998               | Tokugawa Yoshinobu                      | Príncipe Kuni Asahiko           |           |
| 2000               | Aoi Tokugawa Sandai                     | Go-Yōzei Tennō                  |           |
| 2001               | Mito Komon                              | Dr. Kogorō Matsumiya            |           |
| 2006               | Kōmyō ga Tsuji                          | Shimizu Muneharu                |           |
| 2007               | Aibō                                    |                                 |           |
| Anime              |                                         |                                 |           |
| Año                | Título                                  | Papel                           |           |
| 2002               | Ghost in the Shell: Stand Alone Complex | Yamaguchi                       |           |
| 2005               | Detective Conan                         | Akira                           |           |
| 2006               | Detective Conan                         | Korn                            |           |
| 2007               | Bakugan Battle Brawlers                 | Exedra                          |           |
| 2007               | Bokurano                                | Sasami                          |           |
| 2007               | Detective Conan                         | Kakuji Dejima                   |           |
| 2008               | Blassreiter                             | Matthew Grant                   |           |
| 2010               | Bakugan Battle Brawlers: New Vestroia   | Exedra                          |           |
| 2010               | Sarai-ya Goyō                           | Yagi Heizaemon                  |           |
| 2011               | Level E                                 | Kyushiro Yumeno                 |           |
| 2012               | Robotics;Notes                          | Hiromu Hidaka                   |           |
| 2012               | Tari Tari                               | Shoichi Okita                   |           |
| 2013               | One Piece                               | Rock                            |           |
| 2014               | Aldnoah.Zero                            | Volf Areash                     |           |
| 2014               | Hitsugi no Chaika                       | Simon Scania                    |           |
| 2014               | Glasslip                                | Ken Fukami                      |           |
| 2014               | Soul Eater Not!                         | Cafe Master                     |           |
| 2015               | Go! Princess PreCure                    | Tsukasa Kaido                   |           |
| 2016               | Ajin                                    | Ikuya Ogura                     |           |
| Películas de Anime |                                         |                                 |           |
| Año                | Título                                  | Papel                           |           |
| 1998               | Utsunomiko                              | Kusuri                          |           |
| 2000               | Jin-Roh                                 | Atsushi Henmi                   |           |
| 2009               | Detective Conan: Shikkoku no Chaser     | Korn                            |           |
| 2016               | Ajin Part 1: Shōdō                      | Ikuya Ogura                     |           |
| Videojuegos        |                                         |                                 |           |
| Año                | Título                                  | Papel                           |           |
| 2006               | Ace Combat Zero: The Belkan War         | Joshua "LUCAN" Bristow          |           |
| 2011               | Tales of Xillia                         | Jilland                         |           |
| 2012               | Borderlands 2                           | Handsome Jack                   |           |
| 2012               | Tales of Xillia 2                       | Jilland                         |           |
| 2014               | The Evil Within                         | Detective Sebastian Castellanos |           |